# Эйкё
Эйкё (яп. 永享 эйкё:, вечные подношения) — девиз правления (нэнго) японского императора Го-Ханадзоно, использовавшийся с 1429 по 1441 год .

## Продолжительность
Начало и конец эры:
- 5-й день 9-й луны 2-го года Сётё (по юлианскому календарю — 3 октября 1429);
- 17-й день 2-й луны 13-го года Эйкё (по юлианскому календарю — 10 марта 1441).

## Происхождение
Название нэнго было заимствовано из классического древнекитайского сочинения Хоу Ханьшу:「能立魏々之功、伝于子孫、永享無窮之祚」.

## События
даты по юлианскому календарю
- 14 апреля 1429 года (9-й день 3-й луны 1-го года Эйкё) — Асикага Ёсинобу чествовали при императорском дворе; после этого он стал известен как Ёсинори[6];
- 1429 год (1-й год Эйкё) — Ёсинори стал сёгуном[7];
- 1430 год (2-й год Эйкё) — поражение сторонников южной династии[7];
- 1432 год (4-й год Эйкё) — бегство Акамацу Мицусукэ[7];
- 1433 год (6-я луна 5-го года Эйкё) — император Китая направил письмо сёгуну Ёсинори, в котором назвал главу сёгуната Асикага «царём Японии»[8];
- 1433 год (5-й год Эйкё) — восстание рода Отомо; бунт монахов монастыря Энрякудзи[7];
- 1433 год (5-й год Эйкё) — Япония продала в Китай 2,5 т медной руды и 3502 японских меча[9];
- 1434 год (6-й год Эйкё) — создано ведомство иностранных дел «Тосэн бугё» (яп. 唐船奉行 то:сэн бугё:)[10];
- 1435 год (7-й год Эйкё) — японцы привезли в Китай намного больше меди и серы, чем было нужно китайскому правительству; китайцы отказались платить по предложенным ценам, и японцы были вынуждены продать товар со скидкой, чтобы не потерять всё[11];
- 1436 год (8-й год Эйкё) — сгорела пагода Ясака в храме Хокандзи в Киото[12];
- 1438 год (10-й год Эйкё) — Смута годов Эйкё (яп. 永享の乱 эйкё: но ран) — восстание канто канрэя (правителя региона Канто) Асикаги Мотиудзи против сёгуната Муромати[13];
- 1439 год (11-й год Эйкё) — восстание Мотиудзи подавлено[14];
- 1439 год (11-й год Эйкё) — составлен сборник стихов вака «Синсёку кокин вакасю» (яп. 新続古今和歌集 Продолжение нового собрания древних и новых песен);
- 1440 год (12-й год Эйкё) — по приказу Ёсинори пагода Ясака была реконструирована[12];
- 1440 год (12-й год Эйкё) — крестьяне Ямасиро (в области Киото) начинают бунтовать[15];
- 1441 год (13-й год Эйкё) — Ёсинори дарует роду Симадзу в управление острова Рюкю[16].

События того времени изложены в «Сказании годов Эйкё» (яп. 永享記 эйкё: ки).

## Сравнительная таблица
Ниже представлена таблица соответствия японского традиционного и европейского летосчисления. В скобках к номеру года японской эры указано название соответствующего года из 60-летнего цикла китайской системы гань-чжи. Японские месяцы традиционно названы лунами.
| 1-й год Эйкё (Земляной Петух)          | 1-я луна        | 2-я луна*               | 3-я луна  | 4-я луна* | 5-я луна  | 6-я луна                | 7-я луна* | 8-я луна              | 9-я луна*   | 10-я луна             | 11-я луна* | 12-я луна               |                |
| -------------------------------------- | --------------- | ----------------------- | --------- | --------- | --------- | ----------------------- | --------- | --------------------- | ----------- | --------------------- | ---------- | ----------------------- | -------------- |
| Юлианский календарь                    | 4 февраля 1429  | 6 марта                 | 4 апреля  | 4 мая     | 2 июня    | 2 июля                  | 1 августа | 30 августа            | 29 сентября | 28 октября            | 27 ноября  | 26 декабря              |                |
| 2-й год Эйкё (Металлическая Собака)    | 1-я луна*       | 2-я луна*               | 3-я луна  | 4-я луна* | 5-я луна  | 6-я луна                | 7-я луна* | 8-я луна              | 9-я луна    | 10-я луна*            | 11-я луна  | 11-я луна* (високосная) | 12-я луна      |
| Юлианский календарь                    | 25 января 1430  | 23 февраля              | 24 марта  | 23 апреля | 22 мая    | 21 июня                 | 21 июля   | 19 августа            | 18 сентября | 18 октября            | 16 ноября  | 16 декабря              | 14 января 1431 |
| 3-й год Эйкё (Металлическая Свинья)    | 1-я луна*       | 2-я луна*               | 3-я луна  | 4-я луна* | 5-я луна  | 6-я луна*               | 7-я луна  | 8-я луна              | 9-я луна*   | 10-я луна             | 11-я луна  | 12-я луна*              |                |
| Юлианский календарь                    | 13 февраля 1431 | 14 марта                | 12 апреля | 12 мая    | 10 июня   | 10 июля                 | 8 августа | 7 сентября            | 7 октября   | 5 ноября              | 5 декабря  | 4 января 1432           |                |
| 4-й год Эйкё (Водяная Крыса)           | 1-я луна        | 2-я луна*               | 3-я луна* | 4-я луна  | 5-я луна* | 6-я луна                | 7-я луна* | 8-я луна              | 9-я луна*   | 10-я луна             | 11-я луна  | 12-я луна               |                |
| Юлианский календарь                    | 2 февраля 1432  | 3 марта                 | 1 апреля  | 30 апреля | 30 мая    | 28 июня                 | 28 июля   | 26 августа            | 25 сентября | 24 октября            | 23 ноября  | 23 декабря              |                |
| 5-й год Эйкё (Водяной Бык)             | 1-я луна*       | 2-я луна                | 3-я луна* | 4-я луна* | 5-я луна  | 6-я луна*               | 7-я луна* | 7-я луна (високосная) | 8-я луна*   | 9-я луна              | 10-я луна  | 11-я луна               | 12-я луна*     |
| Юлианский календарь                    | 22 января 1433  | 20 февраля              | 22 марта  | 20 апреля | 19 мая    | 18 июня                 | 17 июля   | 15 августа            | 14 сентября | 13 октября            | 12 ноября  | 12 декабря              | 11 января 1434 |
| 6-й год Эйкё (Деревянный Тигр)         | 1-я луна        | 2-я луна                | 3-я луна* | 4-я луна* | 5-я луна  | 6-я луна*               | 7-я луна* | 8-я луна              | 9-я луна*   | 10-я луна             | 11-я луна  | 12-я луна               |                |
| Юлианский календарь                    | 9 февраля 1434  | 11 марта                | 10 апреля | 9 мая     | 7 июня    | 7 июля                  | 5 августа | 3 сентября            | 3 октября   | 1 ноября              | 1 декабря  | 31 декабря              |                |
| 7-й год Эйкё (Деревянный Кролик)       | 1-я луна*       | 2-я луна                | 3-я луна  | 4-я луна* | 5-я луна* | 6-я луна                | 7-я луна* | 8-я луна*             | 9-я луна    | 10-я луна*            | 11-я луна  | 12-я луна               |                |
| Юлианский календарь                    | 30 января 1435  | 28 февраля              | 30 марта  | 29 апреля | 28 мая    | 26 июня                 | 26 июля   | 24 августа            | 22 сентября | 22 октября            | 20 ноября  | 20 декабря              |                |
| 8-й год Эйкё (Огненный Дракон)         | 1-я луна*       | 2-я луна                | 3-я луна  | 4-я луна* | 5-я луна  | 5-я луна (високосная) * | 6-я луна  | 7-я луна*             | 8-я луна*   | 9-я луна              | 10-я луна* | 11-я луна               | 12-я луна      |
| Юлианский календарь                    | 19 января 1436  | 17 февраля              | 18 марта  | 17 апреля | 16 мая    | 15 июня                 | 14 июля   | 13 августа            | 11 сентября | 10 октября            | 9 ноября   | 8 декабря               | 7 января 1437  |
| 9-й год Эйкё (Огненная Змея)           | 1-я луна*       | 2-я луна                | 3-я луна* | 4-я луна  | 5-я луна  | 6-я луна*               | 7-я луна  | 8-я луна*             | 9-я луна    | 10-я луна*            | 11-я луна* | 12-я луна               |                |
| Юлианский календарь                    | 6 февраля 1437  | 7 марта                 | 6 апреля  | 5 мая     | 4 июня    | 4 июля                  | 2 августа | 1 сентября            | 30 сентября | 30 октября            | 28 ноября  | 27 декабря              |                |
| 10-й год Эйкё (Земляная Лошадь)        | 1-я луна*       | 2-я луна                | 3-я луна  | 4-я луна* | 5-я луна  | 6-я луна*               | 7-я луна  | 8-я луна              | 9-я луна*   | 10-я луна             | 11-я луна* | 12-я луна               |                |
| Юлианский календарь                    | 26 января 1438  | 24 февраля              | 26 марта  | 25 апреля | 24 мая    | 23 июня                 | 22 июля   | 21 августа            | 20 сентября | 19 октября            | 18 ноября  | 17 декабря              |                |
| 11-й год Эйкё (Земляная Коза)          | 1-я луна*       | 1-я луна (високосная) * | 2-я луна  | 3-я луна* | 4-я луна  | 5-я луна*               | 6-я луна  | 7-я луна              | 8-я луна*   | 9-я луна              | 10-я луна  | 11-я луна*              | 12-я луна      |
| Юлианский календарь                    | 16 января 1439  | 14 февраля              | 15 марта  | 14 апреля | 13 мая    | 12 июня                 | 11 июля   | 10 августа            | 9 сентября  | 8 октября             | 7 ноября   | 7 декабря               | 5 января 1440  |
| 12-й год Эйкё (Металлическая Обезьяна) | 1-я луна*       | 2-я луна*               | 3-я луна  | 4-я луна* | 5-я луна  | 6-я луна*               | 7-я луна  | 8-я луна*             | 9-я луна    | 10-я луна             | 11-я луна  | 12-я луна*              |                |
| Юлианский календарь                    | 4 февраля 1440  | 4 марта                 | 2 апреля  | 2 мая     | 31 мая    | 30 июня                 | 29 июля   | 28 августа            | 26 сентября | 26 октября            | 25 ноября  | 25 декабря              |                |
| 13-й год Эйкё (Металлический Петух)    | 1-я луна        | 2-я луна*               | 3-я луна* | 4-я луна  | 5-я луна* | 6-я луна*               | 7-я луна  | 8-я луна              | 9-я луна*   | 9-я луна (високосная) | 10-я луна* | 11-я луна               | 12-я луна      |
| Юлианский календарь                    | 23 января 1441  | 22 февраля              | 23 марта  | 21 апреля | 21 мая    | 19 июня                 | 18 июля   | 17 августа            | 16 сентября | 15 октября            | 14 ноября  | 13 декабря              | 12 января 1442 |

* звёздочкой отмечены короткие месяцы (луны) продолжительностью 29 дней. Остальные месяцы длятся 30 дней.